# Tyszki-Łabno (gromada)
Tyszki-Łabno (początkowo Tyszki Łabno, bez łącznika) – dawna gromada, czyli najmniejsza jednostka podziału terytorialnego Polskiej Rzeczypospolitej Ludowej w latach 1954–1972.
Gromady, z gromadzkimi radami narodowymi (GRN) jako organami władzy najniższego stopnia na wsi, funkcjonowały od reformy reorganizującej administrację wiejską przeprowadzonej jesienią 1954 do momentu ich zniesienia z dniem 1 stycznia 1973, tym samym wypierając organizację gminną w latach 1954–1972.
Gromadę Tyszki Łabno z siedzibą GRN w Tyszkach Łabnie utworzono – jako jedną z 8759 gromad – w powiecie kolneńskim w woj. białostockim, na mocy uchwały nr 17/V WRN w Białymstoku z dnia 4 października 1954. W skład jednostki weszły obszary dotychczasowych gromad Tyszki Łabno, Gromadzyń Stary, Gromadzyń Wykno, Pachuczyn i Czernice ze zniesionej gminy Czerwone oraz obszar dotychczasowej gromady Rydzewo Świątki ze zniesionej gminy Lachowo w tymże powiecie. Dla gromady ustalono 11 członków gromadzkiej rady narodowej.
31 grudnia 1959 z gromady Tyszki-Łabno wyłączono wieś Rydzewo-Świątki włączając ją do gromady Lachowo, po czym gromadę Tyszki-Łabno zniesiono, włączając jej (pozostały) obszar do nowo utworzonej gromady Kolno.